# Кафяв сокол
Кафявият сокол (Falco berigora) е вид птица от семейство Соколови (Falconidae).

## Разпространение
Видът е разпространен в Австралия, Индонезия и Папуа Нова Гвинея.